# این چیزیه که من هستم
این چیزیه که من هستم (به انگلیسی: That's What I Am) ترانه‌ای از خواننده اتریشی کنچیتا وورست است. این ترانه در تاریخ ۲۳ ژانویه ۲۰۱۲ در اتریش به صورت دانلود دیجیتالی و از طریق کمپانی نشر سونی میوزیک منتشر شد. این ترانه در جداول موسیقی اتریش به رتبه ۱۲ دست یافت. در مرحله پیش‌انتخاب آهنگ‌ها در اتریش برای مسابقه آواز یوروویژن ۲۰۱۲، این ترانه بعد از آهنگ Woki mit deim Popo از گروه Trackshittaz، به جایگاه دوم دست یافت، اما آهنگ گروه Trackshittaz نتوانست از مرحله نیمه‌نهایی عبور کند و با کسب ۸ امتیاز در جایگاه ۱۸ ایستاد. 